# Bou Mhel el-Bassatine
Pour les articles homonymes, voir Bassatine.
Bou Mhel el-Bassatine (arabe : بومهل البساتين) est une ville de la banlieue sud de Tunis, à une dizaine de kilomètres du centre-ville.
Elle constitue une délégation ainsi qu'une municipalité comptant 40 101 habitants en 2014 ; toutes deux sont rattachées au gouvernorat de Ben Arous.
Elle résulte de l'agglomération de deux cités, Bou Mhel et El-Bassatine (« jardins » en arabe), qui ont connu un fort développement à partir des années 1980 avec le développement du front urbain au sud de l'agglomération du Grand Tunis. La localisation à proximité de la cité sportive de Radès, de la RN1 et de la ville côtière d'Ezzahra valorisent cette ville méconnue.
Le sport se développe dans cette ville depuis la création, en 1999, de l'association Boumhel Bassatine Sports ; l'assemblée ordinaire du 15 septembre 2011 a élu Béchir Zaâfouri à la tête de son comité directeur.